# Štefan Zajac (fyzik)
Štefan Zajac (* 11. ledna 1940 Svinica) je český fyzik a pedagog. Přednáší teorii pevných látek na Fakultě jaderné a fyzikálně inženýrské ČVUT v Praze. Jeho odbornou specializací jsou magnetické vlastnosti materiálů. Je čestným členem Jednoty českých matematiků a fyziků a řadu let byl její předseda.

## Vybrané publikace
- Nowotny, H., Zajac, Š. Calculation of the Paramagnetic Susceptibility of RCu2 Intermetallic Compounds, Physica B+C (1985), 228–230
- Zajac, Š., Diviš, M., Šíma, V., Smetana, Z. Crystal Field in TmCu2 Compound, Journal of Magnetism and Magnetic Materials 76-77 (1988), 197–198
- Zajac, Š., Pešek, F. Effect of Conduction Electrons on the Paramagnetic Susceptibility of Rare Earth Intermetallics, IEEE Transactions on Magnetics 30(1994), 899–901
- Nowotny, H., Zajac, Š. Selected Formulas for the Magnetic Susceptibility of Systems with 4f – Ions, Czechoslovak Journal of Physics 46(1996), 381–396
- Zajac, Š., Pešek, F., The Study of Thermodynamic Properties of PrNi5, Czechoslovak Journal of Physics 52 (2002), A213–A216
- Wojtczak, L., Romanowski, S., Zajac, Š., A Survey of the Spin Waves Propagation in Magnetic Domains, Acta Physicae Superficierum 9(2006), 149–176
- Zajac, Š., Spin Waves in Helimagnetic Rare Earth Films, Acta Physicae Superficierum 9(2009) 137–138
- Rutkowski, J., Wojtczak, L., Zajac, Š. Pressure Influence on the Curie Temperature, Acta Physica Polonica A118 (2010), 745–746